# Inessa Armand
Inessa Armand, nascuda Elisabeth Inés Stéphane de Herbenville, (París, 8 de maig de 1874 – Beslan, 24 de setembre de 1920) va ser una escriptora i revolucionària comunista francesa que va viure la major part de la seva vida a Rússia.

## Biografia
Armand va néixer a París. La seva mare, Nathalie Wild, era una actriu d'ascendència francesa i anglesa; i el seu pare, Théodore Pécheux d'Herbenville, un famós cantant d'òpera que va morir quan només tenia cinc anys; a causa d'això es va criar al costat de la seva àvia i la seva tia, ambdues professores que vivien a Moscou.
Als 19 anys es va casar amb Alexander Armand, el fill d'un ric industrial tèxtil rus, amb el qual va tenir quatre fills, encara que també cuidava del fill del germà del seu marit. Inessa i el seu marit van obrir una escola per a fills de camperols als voltants de Moscou. En aquest temps Armand també va ingressar en una organització caritativa dirigida a dones que exercien la prostitució a la capital russa.

## Inicis en la política
El 1903 va ingressar de forma clandestina en el Partit Obrer Socialdemòcrata, influïda per les idees revolucionàries del seu cunyat, Boris Armand.
Viatjà a Rússia en una missió organitzadora dels bolxevics, poc després de desembarcar anà a parra a la presó, el 6 de gener de 1905. El Manifest d’octubre del tsar, que prometia llibertat i constitució, contenia una disposició d’amnistia per als polítics que li va permetre ser alliberada.
El 9 d'abril de 1907 va ser arrestada per segona vegada per activitats bolxevics a les forces armades. El seu marit va pagar una fiança, però va anar una vegada més a la presó mentre esperava el judici, i va ser deportada per ordre administrativa a la província de l'Arcàngel, a l'extrem nord de Rússia, per un període de dos anys. Va aconseguir fugir a l'estranger abans que acabés la seva condemna, el novembre de 1908, i va retornar a París.
El 1910 va conèixer Vladimir Lenin i altres líders revolucionaris com Kamenev i Zinoviev exiliats a França. Armand interrompria els seus treballs per doctorar-se i començaria a col·laborar estretament amb els comunistes bolxevics del Partit Socialdemocrata Rus; aconseguí la secretaria del Comitè de Relacions Exteriors que es va formar per coordinar tots els grups bolxevics a Europa occidental. "Era una bolxevic molt ardent", escrigué Krupskaia, "i aviat va reunir la nostra gent de París al seu voltant". Fou en la seva activitat mab els bolxevics russos on prendria el nom d'Inessa, també usaria els pseudònims de Blonina i Camarada Petrova.
Armand va tornar a Rússia al juliol de 1912, per col·laborar en l'organització de la campanya bolxevic a la Duma. Dos mesos després, va ser arrestada i empresonada. No seria alliberada fins al març de 1913, malalta, i sota fiança. Una vegada més va abandonar de forma il·legal Rússia per viure amb Lenin i Nadezhda Krupskaia a la regió polonesa de Galitzia, on va escriure articles per a la revista feminista i revolucionària Rabotnitsa, '(la) treballadora', en rus.
Inessa es mostrava enfadada amb la política de no lluitar contra l'esforç de guerra, presa per la majoria dels partits socialistes europeus durant la Primera Guerra Mundial. Per això va donar suport a Lenin en la distribució de propaganda antibel·licista a Europa. També va ajudar Lenin a fundar una escola i fer formació marxista a Longjumeau (França). Al març de 1915, Armand es va traslladar a Suïssa i va organitzar la Conferència Internacional de Dones Socialistes, oposada a la guerra.
Va formar part de les delegacions bolxevics a Zimmerwald (1915) i Kienthal (1916) de socialistes contraris a la guerra imperialista. A la Conferència de Bolxevics de Berna, va formar part d'un comitè format per tres, amb Zinoviev i Lenin, que va redactar la resolució oficial sobre la guerra. (si bé l'autor real va ser Lenin.) Va continuar liderant la tasca bolxevic entre les dones.
Es va convertir en una de les fundadores i editora estrangera de la revista bolxevic legal de Petersburg, La Dona treballadora, junatment amb Kol·lontai (defensora com ella de l'"amor lliure"), Lilina Zinoviev, Krupskaia, Lydia Stal i Anna Ulianova. .

## Armand i la Revolució russa

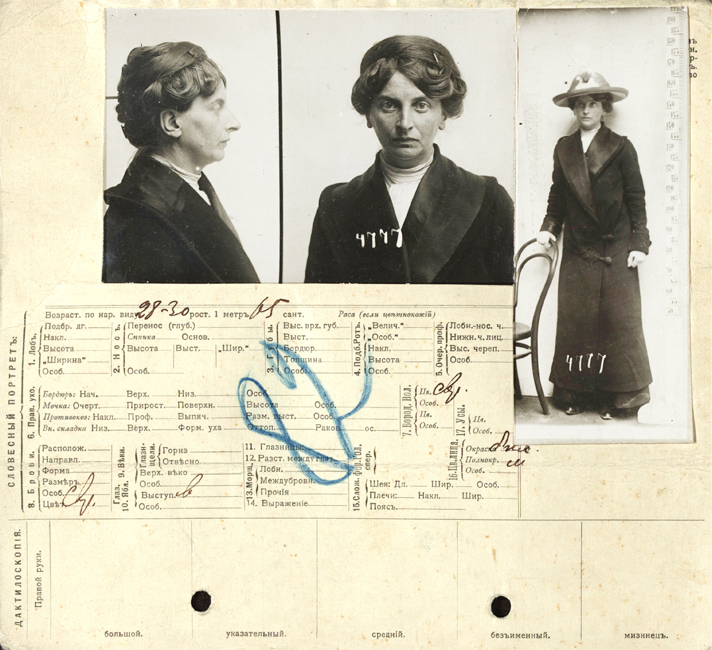
Fitxa de registre d'Armand a la Direcció Provincial de la Gendarmeria tsarista de Samara. 1912.

El 2 de març de 1917 el tsar Nicolau II va abdicar i va deixar el país en mans del govern provisional. Els bolxevics, llavors a l'exili, estaven desesperats per tornar a Rússia per influir en el rumb polític del país. El ministre d'Afers Exteriors alemany va disposar un tren segellat cap a Petrograd amb el qual Armand, Lenin i altres 26 líders comunistes arribaren a Petrograd.
Després de la revolució Armand va formar part de l'executiva del Soviet de Moscou, lloc des del qual va criticar durament la signatura del tractat de Brest-Litovsk negoviat pel Comissari d'Afers Exteriors Trotski.
Al Congrés de Dones Obreres i Camperoles de 1918 va pronunciar un sorprenent discurs sobre l'alliberament femení de les tasques de la llar.
El 1919 fou una de les creadores del Genotdel, el Departament de Dones Treballadores i Dones Camperoles del Partit Bolxevic de la Unió Soviètica juntament amb Aleksandra Kol·lontai.
Després de tornar a Petrograd va exercir fins a 1920 la prefectura de Genotdel, una organització que reclamava la igualtat de sexes en el Partit Comunista i els sindicats soviètics. Des d'aquesta organització, va donar suport a la legislació a favor de l'avortament, va lluitar contra la prostitució, i va impulsar la millora de protecció social de mares i fills, i la participació política en el règim de les dones obreres i camperoles. El Genotdel tenia facultats per prendre decisions legislatives. Va impulsar reformes per permetre a les dones el dret al divorci, a l'avortament, a la participació en assumptes governamentals i a la creació d'instal·lacions com menjadors massius i centres per a mares. El 1918, amb l'assistència de Sverdlov i malgrat l'oposició de Zinoviev i Radek, va aconseguir que se celebrés un congrés nacional de dones treballadores, amb Lenin com a ponent, defensant l'alliberament de les dones. Armand també va presidir la Primera Conferència Internacional de Dones Comunistes el 1920
Durant la primavera de 1920 va impulsar l'aparició del diari Kommunistka, en què destacaven els temes que tractaven «els aspectes principals de l'emancipació femenina i si havia d'efectuar-se un canvi profund en la relació entre sexes».

## Mort

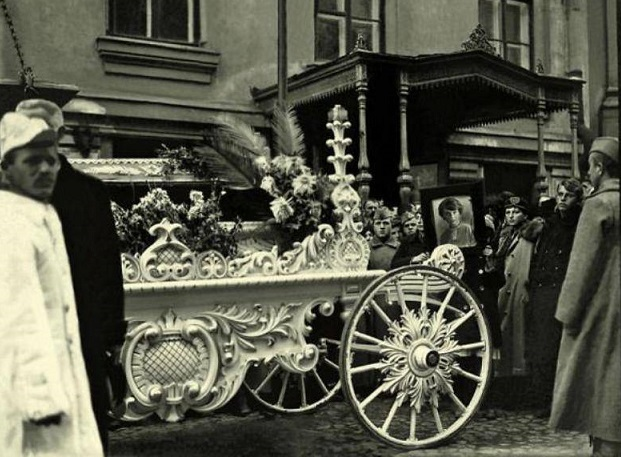
Funeral d'Inessa Armand, 9 d'octubre de 1920.

El cinquè número d'aquest diari publicaria l'obituari de la mateixa Armand, que moriria a Beslan després de contreure el còlera durant unes vacances al Caucas. Va morir el matí del 24 de setembre, als 46 anys.
Es va organitzar un funeral d'estat, amb un cant massiu de la Internacional. Va ser enterrada a la sepultura massiva núm. 5 de la necròpoli del mur del Kremlin a la plaça Roja, Moscou, sent la primera dona a rebre aquest honor.
Després de la seva mort Lenin i Krupskaia van adoptar la seva filla Ma Armand.

## Armand en la cultura popular
Armand ha estat caracteritzada en el cinema en les pel·lícules Lenin a París (1981, per Claude Jade), El tren (1987, per Dominique Sanda) i All My Lenins (1997, per Janne Sevchenko). També va ser retratada com l'heroïna a la novel·la de ficció Seven Days to Petrograd (1988, Penguin Books) de Tom Hyman, ambientada en el viatge de tornada de l'exili a aquesta ciutat per part de Lenin i Inessa.
Armand i Lenin van ser molt íntims entre el 1911 i el 1912 o el 1914: la seva possible relació sentimental i sexualitat, que seria coneguda i acceptada per Krupskaia, companya de Lenin, continua sent un punt debatut entre els diferents autors, especialment occidentals. La seva correspondència íntima es guarda a l'Institut de Recerques sobre Marxisme-leninisme de Moscou. És coneguda la seva polèmica epistolar amb Lenin sobre aspectes de l'alliberament femení i el seu suport polític incondicional a Lenin en els moments crítics del període revolucionari, així com les seves divergències en altres ocasions. Malgrat tot, diversos autors han afirmat que Lenin i Armand haurien mantingut una relació molt estreta més enllà de l'amistat fins als darrers dies.
La seva tasca primer com a propagandista clandestina pionera, després com a organitzadora bolxevic en l'emigració i, finalment, com a defensora dels drets de les dones en el lloc de treball i en la societat després de la revolució, va ser minimitzada a partir dels anys 1930s durant el període de Stalin.